# Antoni Teofil Reutt
Antoni Teofil Reutt (ur. 1861 na Ukrainie, zm. 1929 w Warszawie) – doktor weterynarii, generał major armii rosyjskiej.
W 1886 ukończył studia weterynaryjne w Charkowie. Następnie służył jako lekarz weterynarii w armii rosyjskiej w formacjach kozackich na kolejnych stanowiskach. Rosyjski generał z 1910, jako inspektor sanitarny Samarskiego Okręgu Wojskowego. W 1921 przybył do Polski i pracował w swoim zawodzie w Warszawie, gdzie zmarł.
Pochowany na Starych Powązkach w Warszawie w grobie rodziny Szpakowskich i Reuttów.